# لوست آرك
لوست آرك (بالإنجليزية: Lost Ark)‏ هي لعبة تقمص الأدوار كثيفة اللاعبين على الإنترنت، أكشن فنتازيا 2.5 دي. صدرت اللعبة في كوريا الجنوبية في 4 ديسمبر 2019  وفي أمريكا الشمالية، أمريكا الجنوبية وأوروبا في 11 فبراير 2022.